# エクスタシー (スティーリー・ダンのアルバム)
『エクスタシー』(Countdown To Ecstasy)は、ロック・グループスティーリー・ダンが1973年にABCレコードからリリースした2作目のアルバム。

## 概要
このアルバムは、ライブコンサートの間に急いでセッションを行って録音されたためか、シングルでヒットした曲が1曲もなかった。メンバーのドナルド・フェイゲンは、スティーリー・ダンのアルバムとしてはこのアルバムが最も気に入っている作品だと言ったという。なお、このアルバム以降、2003年の「エヴリシング・マスト・ゴー」を除いて、すべての曲のリードボーカルをフェイゲンが担当するようになった。

## 収録曲
| 全作曲: Walter BeckerとDonald Fagen。 |                                                                      |       |                             |      |
| #                                     | タイトル                                                             | 作詞  | 作曲・編曲                  | 時間 |
| 1.                                    | 「菩薩」( Bodhisattva )                                              |       | Walter BeckerとDonald Fagen | 5:19 |
| 2.                                    | 「レイザー・ボーイ」( Razor Boy )                                    |       | Walter BeckerとDonald Fagen | 3:11 |
| 3.                                    | 「ザ・ボストン・ラグ」( The Boston Rag )                             |       | Walter BeckerとDonald Fagen | 5:40 |
| 4.                                    | 「ユア・ゴールド・ティース」( Your Gold Teeth )                      |       | Walter BeckerとDonald Fagen | 7:02 |
| 5.                                    | 「ショウ・ビズ・キッズ」( Show Biz Kids )                            |       | Walter BeckerとDonald Fagen | 5:25 |
| 6.                                    | 「マイ・オールド・スクール」( My Old School )                        |       | Walter BeckerとDonald Fagen | 5:47 |
| 7.                                    | 「ヴレ・ヴ（パール・オブ・ザ・クォーター）」( Pearl of the Quarter ) |       | Walter BeckerとDonald Fagen | 3:50 |
| 8.                                    | 「キング・オブ・ザ・ワールド」( King of the World )                  |       | Walter BeckerとDonald Fagen | 5:04 |
| 合計時間:                             | 合計時間:                                                            | 40:39 |                             |      |

## レコーディング・メンバー

### スティーリー・ダン
- ドナルド・フェイゲン - ピアノ、エレクトリックピアノ、シンセサイザー、ボーカル
- ウォルター・ベッカー - ベース、ハーモニカ、ボーカル
- デニー・ダイアス - ギター
- ジェフ・"スカンク"・バクスター - ギター、ペダル・スティール・ギター
- ジム・ホッダー - ドラムス、パーカッション、ボーカル

### スタジオ・ミュージシャン
- ヴィクター・フェルドマン - ヴィブラフォン、マリンバ、パーカッション
- レイ・ブラウン - コントラバス
- リック・デリンジャー - スライドギター
- ベン・ベネイ - アコースティックギター
- シャーリー・マシューズ - バックグラウンドボーカル
- マーナ・マシューズ - バックグラウンドボーカル
- パトリシア・ホール - バックグラウンドボーカル
- デイヴィッド・パーマー - バックグラウンドボーカル
- ロイス・ジョーンズ - バックグラウンドボーカル
- ジェイムズ・ロールストン - バックグラウンドボーカル
- ロイス・ジョーンズ - バックグラウンドボーカル
- マイケル・フェネリー - バックグラウンドボーカル

## 制作
- プロデューサー：ゲイリー・カッツ
- エンジニア：ロジャー・ニコルズ